# Sicamugil cascasia
Sicamugil cascasia är en fiskart som först beskrevs av Hamilton 1822.  Sicamugil cascasia ingår i släktet Sicamugil och familjen multfiskar. IUCN kategoriserar arten globalt som livskraftig. Inga underarter finns listade i Catalogue of Life.